# Bố Hạ (xã)
Bố Hạ is een xã in het district Yên Thế, een van de districten in de Vietnamese provincie Bắc Giang. De provincie Bắc Giang ligt in het noordoosten van Vietnam, dat ook wel Vùng Đông Bắc wordt genoemd.
Bố Hạ grenst in het oosten aan de thị trấn Bố Hạ. Bố Hạ ligt op de noordelijke oever van de Thương en op de oostelijke oever van de Sỏi. In Bố Hạ stroomt de Sỏi in de Thương.